# Prism (игра)
Prism (стилизованно _PRISM) — инди-игра в жанре головоломки, созданная независимым разработчиком Клинтом Сю, имеющим опыт работы художника SFX в рамка программы Stugan
Выпуск игры состоялся 11 февраля 2016 года на мобильных устройствах iOS и на Android 16 июня того же года. Игра анонсировалась как абстрактный мир элементарной материи, строительных блоков вселенной, вдохновлённый игрой The Room.
Критики похвалили Prism за её визуально красивый вид и простоту концепции. В целом, данная игра имеет схожий игровой процесс с The Room, простое управление и подходит для игры на планшете. Однако критики указали на короткую длину игры и некоторые трудности с мультитач-управлением.

## Игровой процесс
Prism является интерактивной головоломкой, где каждый уровень представлен разными трёхмерными геометрическими фигурами. С данными фигурами можно взаимодействовать, менять их форму, поворачивать грани, объединять детали и так далее. Игра предоставляет множество способов данных действий. Например на поверхности фигур имеются ползунки, где игрок может менять расположение красной или голубой точки, так, чтобы она попала в пустой круг. Ползунки могут располагаться отдельно, или же пересекаться, позволяя перемещать точку в более, чем двух направлениях. Иногда требуется перемещать несколько точек в условно в виде картины. В некоторых уровнях ползунки разделены, и игрок должен объединить фигуры правильным образом, чтобы завершить задачу.
Другие головоломки включают последовательное нажатие на поверхность фигуры. Иногда просто так, иногда же нужно последовательно, в правильном порядке нажимать на фигуры, или же одновременно нажимать на несколько. В этом случае фигуры подсвечиваются жёлтым цветом. Также некоторые уровни включают необходимость вращать куб в разных направлениях, чтобы подобрать правильный рисунок на правильной поверхности. Цель игрока сводится к тому, чтобы обнажить ядро фигуры. Тогда прохождение уровня будет считаться завершённым.

## Восприятие
| Сводный рейтинг    | Сводный рейтинг |
| Агрегатор          | Оценка          |
| ------------------ | --------------- |
| Metacritic         | 84/100          |
| Иноязычные издания |                 |
| Издание            | Оценка          |
| Apple'N'Apps       | 90 %            |
| TouchArcade        | [ 8 ]           |
| AppAdvice          | [ 9 ]           |
| Pocket Gamer UK    | [ 10 ]          |
| Multiplayer        | 8/10            |
| 148Apps            | [ 12 ]          |

Nightgate получила в целом положительные оценки со стороны игровых критиков. Средняя оценка по версии агрегатора Metacritic составляет 84 балла из 100 возможных. Игра также оказалась в списке финалистов на гран при в Global Mobile Gaming Awards Global.
Критик Pocketgamer назвал Prism своеобразной интерпретацией игры The Room, где вместо шкатулки игрок изучает геометрические фигуры, подбираясь к их ядру. Если в начале игра выглядит обманчиво простой, то её уровень сложности поэтапно растёт, по мере того, как игра добавляет новые цветовые линии и мультитач головоломки без каких либо подсказок или объяснений. Тем не менее рецензент заметил, что Prism предоставляет действительно увлекательный опыт, полный чудесных моментов и чувство эврики, когда игроку удаётся подобрать правильные комбинации. Критик сайта Toucharcade назвал Prism великолепной, уникальной и красивой. Её головоломки он сравнил с таковыми из The Witness, игровой процесс похожим на The Room. Хотя игра по мнению критика не так сложна с самого начала до конца, она тем не менее подойдёт игрокам, любящим играть с символами и манипулировать объектами без каких либо инструкций. Хотя Prism не выделяется своей революционностью, она определённо выделяется своей качественной презентацией и предоставит приятный опыт прохождения на достаточно сильном мобильном устройстве (начиная с iPhone 6S). Хотя сами формы достаточно просты, они впечатляют своей текстурой, а также световыми эффектами. Критик подытожил, что Prism идеально подойдёт людям, любящим не очень сложные, но эстетически приятные и атмосферные игры.
Критик сайта Multiplayer заметил, что хотя игра в Prism достаточно коротка, составляя не дольше одного часа, тем не менее это безусловно «оригинальный и насыщенный опыт, полный особой атмосферы, которая усиливается благодаря существенному и элегантному звуковому сопровождению». Сама кривая сложности достаточно медленная и аргументированная, игра не смущает игрока внезапно сложными уровнями, однако критик заметил, что в Prism определённо стоит играть на планшете с крупным экраном, так как в игре имеются мультитач-головоломки, сложные к решению на маленьком экране. Тем не менее некоторые недостатки в управлении не лишают игру звания элегантной и изысканной головоломки, уникальной в своём роде и достойной того, чтобы её опробовали в независимости от жанровых предпочтений игрока. Критик сайта 148apps дал более низкую оценку, так как остался недовольным продолжительностью игры.